# Hillel Sondheimer

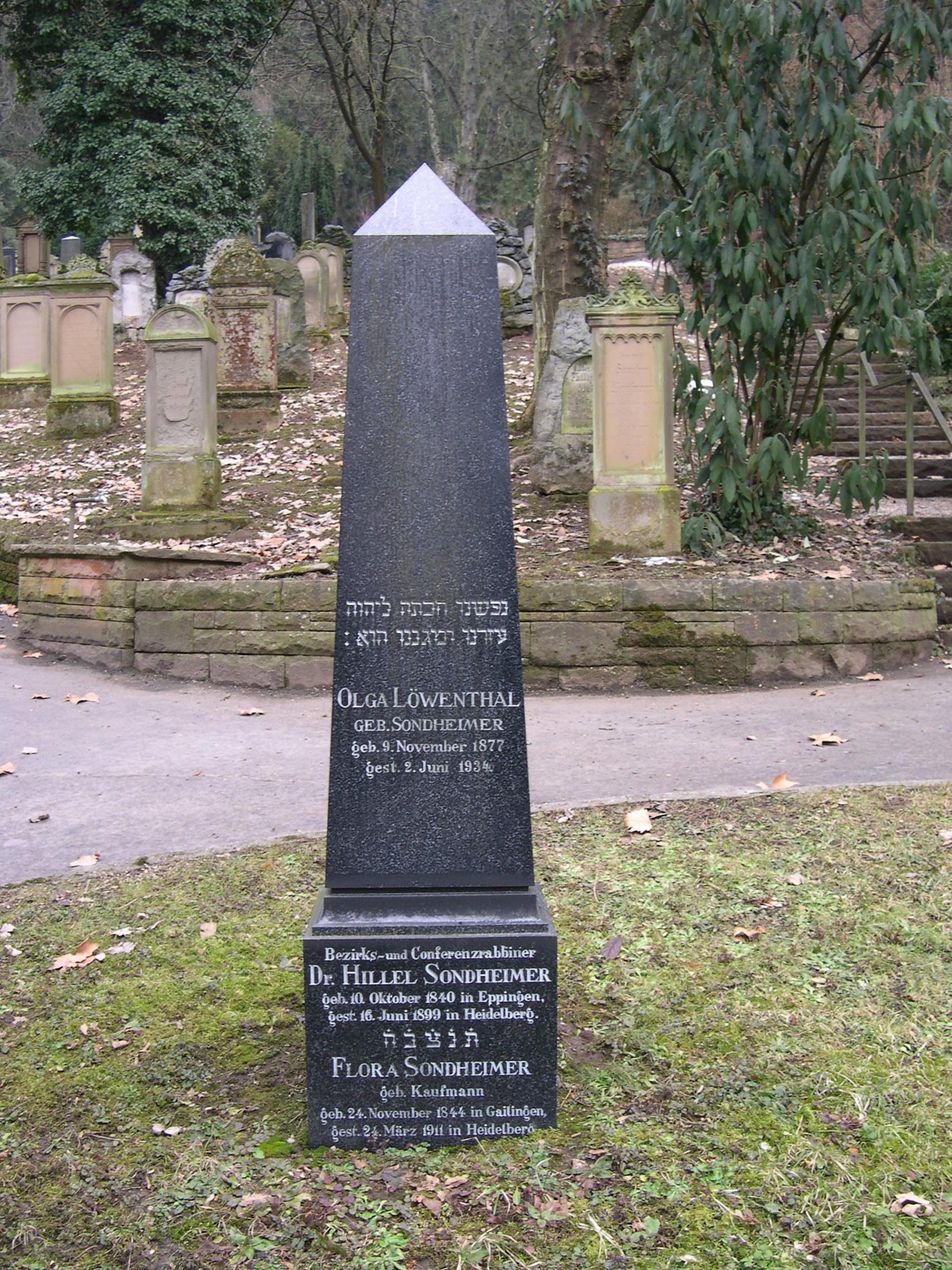
Grabstein von Hillel Sondheimer

Hillel Sondheimer (geb. 10. Oktober 1840 in Eppingen, Baden, gest. 16. Juni 1899 in Heidelberg) war Bezirksrabbiner in Baden und Autor von Büchern für den jüdischen Religionsunterricht.

## Familie
Die Eltern von Hillel Sondheimer waren Joel Sondheimer (geboren 1790; gestorben am 16. März 1862), als Handelsmann, Versicherungsmakler und Geldverleiher tätig, und Hanna, geborene Dreifuss. Sie hatten drei Kinder: Wolf (Wilhelm, geboren 1831), Fanny (geboren 1833) und schließlich Hillel, auch Chillel genannt.
Hillel Sondheimer heiratete am 26. April 1865 in Gailingen am Hochrhein Flora geborene Kaufmann (geboren am 24. November 1844 in Gailingen; gestorben am 24. März 1911 in Heidelberg), Tochter des Oberratsmitglieds Baruch Kaufmann, der in Gailingen Gemeindevorsteher der jüdischen Gemeinde war. Aus dieser Ehe stammen die Kinder Frieda, Rosa, Joel und Olga.
Hillel Sondheimer war der Enkel des Rabbiners Sondheimer (Aschaffenburg) und Urenkel Rabbiners M. T. Sontheim in Hanau.

## Ausbildung
Hillel besuchte von 1848 bis 1852 die Höhere Bürgerschule in Eppingen und von 1852 bis 1858 das Lyzeum in Karlsruhe, wo er die Reifeprüfung ablegte. Er erhielt Talmudunterricht bei Rabbiner Josel Altmann. Nach dem Abitur studierte er an der Universität Heidelberg, dann an der Universität Würzburg und vom 28. Oktober 1859 bis 6. August 1861 an der Universität Berlin. An der Universität Halle wurde er 1861 promoviert.

## Beruflicher Werdegang
Nach Ablegung des theologischen Examens in Karlsruhe übernahm er 1863 als Rabbinatskandidat das Bezirksrabbinat in Gailingen am Hochrhein, um zwei Jahre später dort Rabbiner zu werden. 1872 trat er die Stelle des Bezirksrabbiners in Heidelberg an. In seiner Funktion als Bezirksrabbiner hielt er am 1. November 1873 die Festpredigt zur Einweihung der neuen Synagoge in Eppingen. Neben seiner Tätigkeit als Rabbiner, die er bis 1899 versah, schrieb er mehrere Bücher über den jüdischen Religionsunterricht und den israelitischen Gottesdienst. Ab 1889 war er auch als Konferenzrabbiner Mitglied des Oberrats der Israeliten Badens. 1884 wurde ihm das Ritterkreuz I. Klasse des Ordens vom Zähringer Löwen verliehen.
Hillel Sondheimer starb am 16. Juni 1899 und wurde auf dem Heidelberger Bergfriedhof bestattet.

## Werke

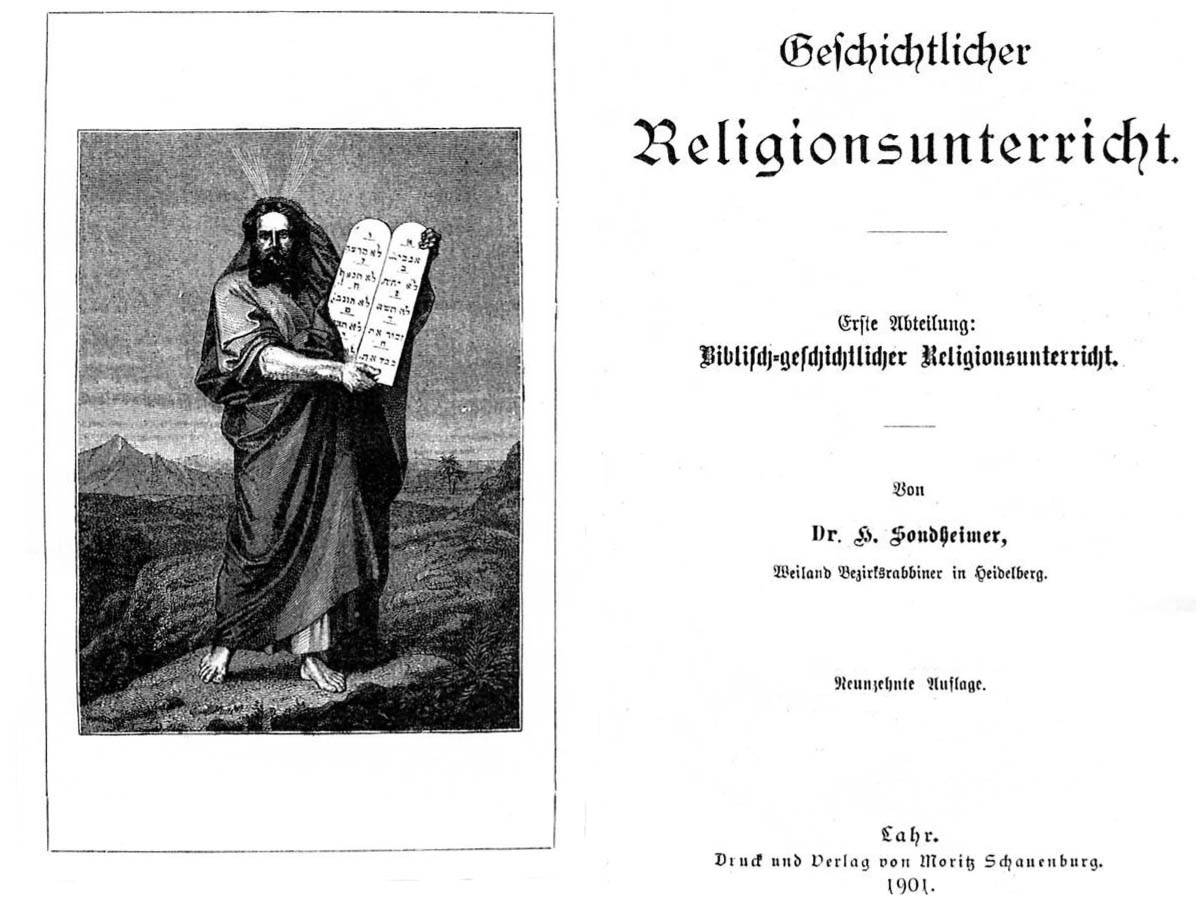
Titelseite

- De linguae hebraeae nominibus nec non quaedam ad ejus indolem pertinentia. Dissertation Halle 1861.
- Geschichtlicher Religionsunterricht. 1. Auflage, Lahr (Schauenburg Verlag) 1890, 19. Auflage, Lahr 1901.
- Der zweite Feiertag. Heidelberg (Universitätsdruckerei von J. Horning) 1880.
- Zur Gebetsordnung für den israelitischen Gottesdienst. Mannheim 1882.
- Der Pentateuch für den Schulgebrauch. Urtext. Uebersetzung neben dem einzelnen Worte oder Satze. Erklärung und Präparation. Nebst einem Anhange: Das Wichtigste aus der hebr. Elementar- und Formenlehre. Frankfurt am Main 1886.